# Dragonland
Dragonland is een Zweedse powermetal-band.
De groep staat bekend om hun zelfgeproduceerde fantasie-saga The Dragonland Chronicles die hun eerste, tweede en vijfde album omvat, en om de originele symfonische / elektronische delen van toetsenist Elias Holmlid.

## Geschiedenis
De band werd in 1999 opgericht door gitarist Nicklas Magnusson en Jonas Heidgert. Kort daarna kwamen Daniel Kvist, Magnus Olin en Christer Pederson erbij. Hun eerste demo werd opgenomen in januari 2000. Slechts drie maanden voordat de opname van hun debuutalbum, The Battle of the Ivory Plains, begon, besloot Kvist de band te verlaten en werd al snel vervangen door Olof Mörck. Het album werd uitgebracht op 30 april 2001 en het tweede album, Holy War, werd uitgebracht op 8 februari 2002. Beiden hadden zanger Jonas Heidgert op drums.
Hun derde album, Starfall, werd uitgebracht op 27 oktober 2004, met Jesse Lindskog op drums. Tom S. Englund en Henrik Danhage (van Evergrey) en Johanna Andersson verzorgden gastoptredens op het album, inclusief zang en gitaarsolo's.
Hun vierde album, Astronomy, werd uitgebracht op 11 november 2006. Marios Iliopoulos (Nightrage), Elize Ryd (Amaranthe), Jake E (Cyhra) en Jimmie Strimell (Dead by April) waren gastoptredens op dit album.
Het werk aan een vijfde Dragonland-album werd op 27 april 2008 aangekondigd via Blabbermouth. In september 2009 lanceerde Dragonland hun opnieuw ontworpen Myspace- site, samen met een hoogwaardige preproductie van "The Shadow of The Mithril Mountains", een nummer van het vijfde album. Het duurde even voordat het album helemaal klaar was. Vijf jaar na Astronomy bracht de band op 11 november 2011 eindelijk het vijfde album Under the Grey Banner uit. Waar Starfall en Astronomy twee afzonderlijke albums zijn, vervolgt Under the Grey Banner het verhaal van hun eerste twee albums.
Op 25 oktober 2014 werd aangekondigd dat ze een heruitgave van het eerste album, The Battle of the Ivory Plains, en een geremasterde versie van het tweede album, Holy War, zouden uitbrengen. Beide albums hebben gloednieuw hoesontwerp en zijn uitgebracht op 5 december 2014. Op het eerste album staat ook een nieuw opgenomen nummer, "A New Dawn", als bonustrack.
Ze hebben gewerkt aan hun aanstaande zesde album The Power of the Nightstar, hun eerste album in meer dan een decennium en, vergelijkbaar met Starfall en Astronomy, los van de Dragonland Chronicles- sage, hoewel ze een andere scifi-verhaallijn volgen. De band heeft op 3 juni 2022 het titelnummer van het album uitgebracht als eerste single en de allereerste videoclip van de band. De tweede single van het album, "Flight from Destruction", werd uitgebracht op 29 juli 2022 en het album werd uitgebracht op 14 oktober 2022.

## Discografie
Studioalbums
- The Battle of the Ivory Plains (2001)
- Holy War (2002)
- Starfall (2004)
- Astronomy (2006)
- Under the Grey Banner (2011)
- The Power of the Nightstar (2022)

Demo's
- Storming Across Heaven (2000)

## Bandleden
Huidige bezetting
- Jonas Heidgert - zang (1999-heden), drums (1999-2002)
- Olof Mörck - leadgitaar (2000-heden), keyboard, synthesizer, piano (1999-2000)
- Jesse Lindskog - leadgitaar (2009-heden), drums (2002-2009)
- Elias Holmlid - keyboard, synthesizer, piano (2000-heden)
- Johan Nunez - drums (2014-heden)
- Anders Hammer - bas (2007-heden)

Voormalige leden
- Daniel Kvist - leadgitaar (1999-2000)
- Magnus Olin - drums (1999)
- Robert Willstedt - drums (2002-2003)
- Morten Löwe Sörensen - drums (2011-2014)
- Christer Pederson - bas (1999-2007)
- Nicklas Magnusson - slaggitaar (1999-2011)